# Drumul european E09
Drumul european E09 face legătura dintre orașul Orléans din Franța și Barcelona din Spania. 

## Traseu

### Franța
- A71 - Orléans - Vierzon
- A20 - Vierzon - Châteauroux - Limoges - Cahors - Montauban - Toulouse
- A61 - Toulouse - Intersecția cu A66
- A66 - Intersecția cu A61 - Foix
- N20 - Foix - Ax Les Thermes - Spania

### Spania
- C-16 - Franța - Berga - Manresa - Terrasa - Barcelona